# وولفگانگ روت
وولفگانگ روت (انگلیسی: Wolfgang Rott؛ زادهٔ ۲۸ نوامبر ۱۹۴۶) بازیکن هاکی روی چمن اهل آلمان غربی بود.